# Lipnic, Ocnița
Lipnic este satul de reședință al comunei cu același nume  din raionul Ocnița, Republica Moldova. Are o populație de 2.651 de locuitori. Vechiul nume al localității este Lipinți.

## Geografie
Satul are o suprafață de aproximativ 4,88 kilometri pătrați, cu un perimetru de 10,86 km.

## Istorie
Prima atestare documentară a satului Lipnic apare în actul emis de Ștefan voievod prin care întărește lui Mihail de la Dorohoi circa 48 de sate și 2 seliști, precum și satele doamnei de la Moiatinul de Sus:
„Din mila lui Dumnezeu, noi, Ilie voievod, domn al Țării Moldovei, și fratele domniei mele, Ștefan voievod. Facem cunoscut, cu aceasta carte a noastră, tuturor celor care o vor vedea sau o vor auzi citindu-se, că acest adevărat boier al nostru credincios, pan Mihail de la Dorohoi, a slujit sfântrăposatului tatălui nostru cu dreapta și credincioasa slujba, iar astăzi ne slujește nouă cu dreaptă și credincioasă slujbă. De aceea, noi, văzând dreapta și credincioasa lui slujba către noi, i-am miluit cu deosebita noastră mila și i-am dat și i-am înnoit și i-am întărit satele lui și privilegiul pe care i l-a dat sfântrăposatul părintele nostru, anume: satul Chindinți, și satul lui Herțea, pe Prut,..., și satul Vișneuți, și satul Lipnic, la Nistru, încă satul unde a fost Cuseară, și încă satul unde sunt Caragunicii, încă satul la moara Naslavcei, ...

...

Iar pentru mai mare întărire a tuturor celor mai sus-scrise, am poruncit slugii noastre credincioase, pan Dionis logofăt, să serie și să atârne pecetea noastră la aceasta carte a noastră.

A scris Paco, la Suceava

În anul 6945 <1437> decembrie 20 zile.”
În 20 august 1470, la Lipnic (Lipinți) a avut loc bătălia din dumbrava de la Lipnic, pe Nistru, în care oastea moldovenească, condusă de Ștefan cel Mare, a învins oștile tătare conduse de fiul și fratele hanului Mamak, conducătorul tătarilor de pe Volga. După obținerea victoriei, Ștefan „a cunoscut că ajutoriu nu de aiurea i-au fost, ci numai de la Dumnezeu și Preacurata Maica Sa”. Pe locul bătăliei a fost înălțată, încă în perioada interbelică, la cimitirul satului cu același nume, o troiță în memoria celor căzuți în luptă.

## Demografie
În anul 1997, populația satului Lipnic era estimată la 3.430 de cetățeni.
La recensământul din anul 2004, populația satului constituia 2.651 de oameni, 46,13% fiind bărbați iar 53,87% femei. Structura etnică a populației în cadrul satului arăta astfel: 96,61% - moldoveni/români, 2,26% - ucraineni, 1,06% - ruși, 0.04% - alte etnii.

## Vezi și

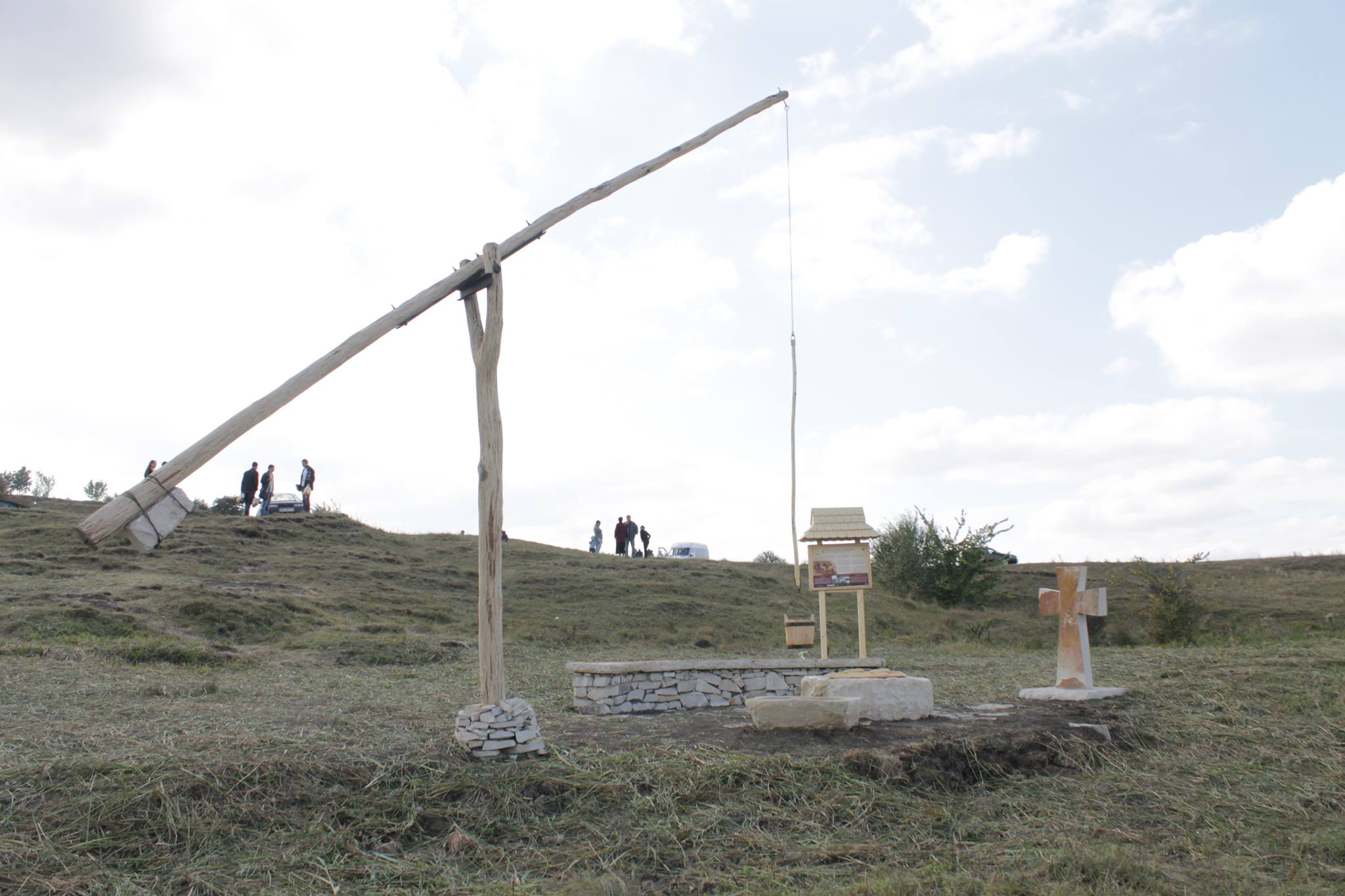
Fântâna Cadânei, pe locul bătăliei de la Lipnic.

## Galerie de imagini

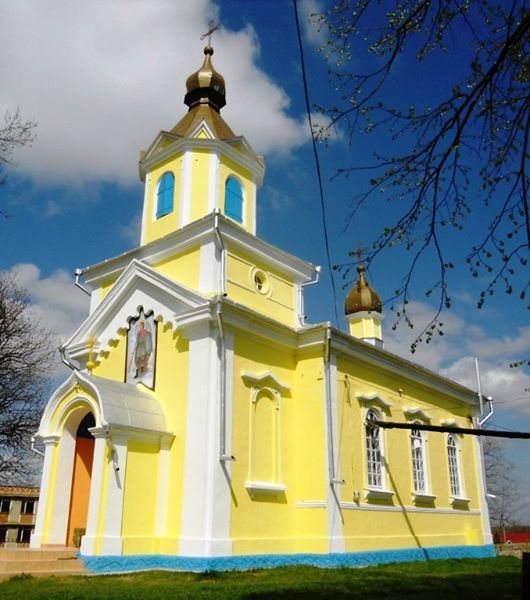
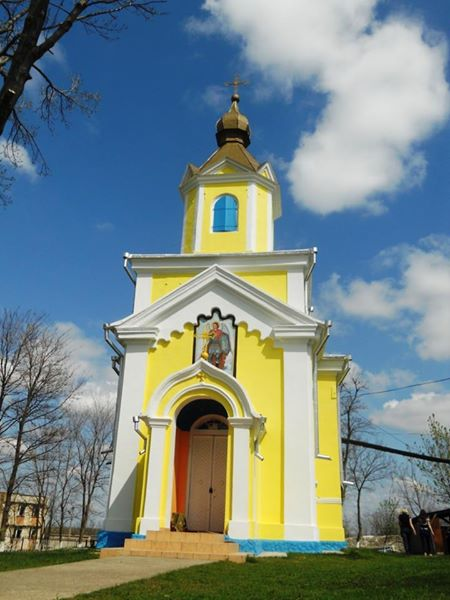
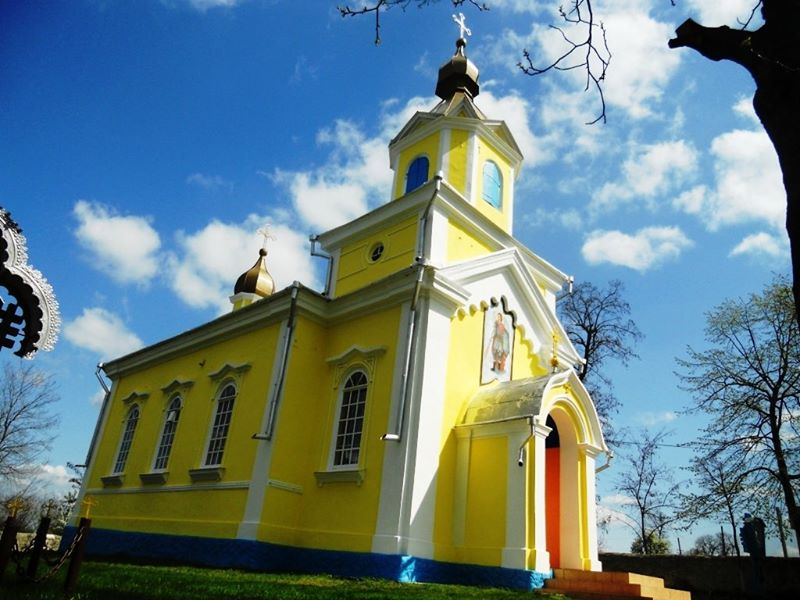
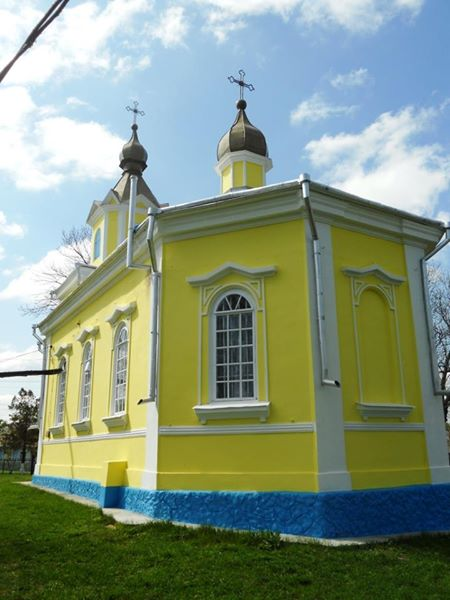
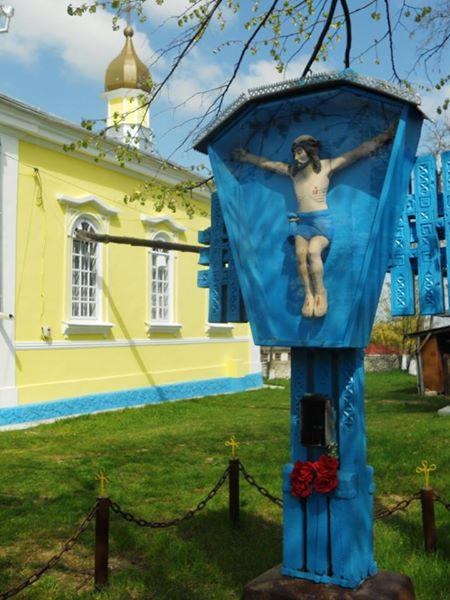
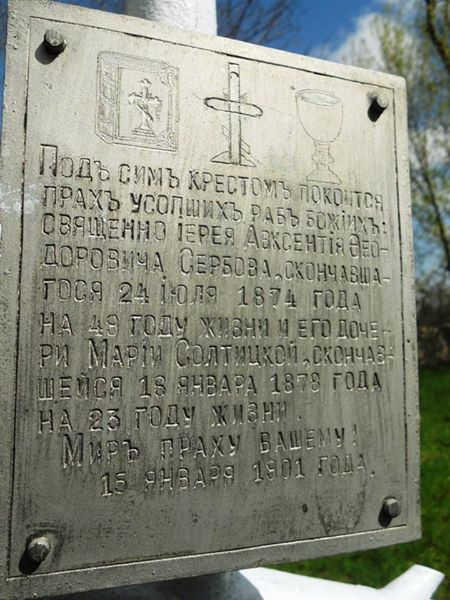

Biserica „Sf. Arhanghel Mihail” din Lipnic, monument ocrotit de stat.